# Vincent (Sarah-Connor-Lied)
Vincent ist ein Lied der deutschen Sängerin Sarah Connor, das von Polydor im April 2019 als Leadsingle ihres neunten Studioalbums Herz Kraft Werke digital veröffentlicht.

## Inhalt
Geschrieben wurde das Lied von der Interpretin selbst, zusammen mit Daniel Faust, Peter Plate und Ulf Leo Sommer. Das Lied handelt von Verwirrung und Schmerz in der Liebe. Unter anderem bei Vincent, der erkennt, dass er schwul ist und sich in einen Mann verliebt hat. Er wendet sich an seine Mutter und erhält von ihr Zuspruch. Des Weiteren handelt der Song von Linda und Ben, die als „perfektes Paar“ bezeichnet werden, sich jedoch wieder trennen. Schließlich wird die Situation von Vincent wieder aufgegriffen: Dieser hat „zwei Kinder und 'n starken Mann.“

## Hintergrund
Connor schrieb das Stück, nachdem sie von einer Freundin erfahren hatte, dass deren Sohn schwul ist; der Name Vincent ist fiktiv. Gegenüber der taz äußerte Connor, dass Vincent der wichtigste Song sei, den sie bisher gemacht habe.
Einige Radiosender spielen das Stück wegen des Satzes „Vincent kriegt kein‘ hoch, wenn er an Mädchen denkt“, mit dem das Lied beginnt, nicht. Andere spielen das Lied ohne diesen ersten Satz, zahlreiche Sender senden das Lied allerdings auch unzensiert. Während eines Liveauftritts zur Hauptsendezeit in der ProSieben-Show Schlag den Star präsentierte Connor ebenfalls die unzensierte Version.

## Kommerzieller Erfolg

### Chartplatzierungen
| ChartsChartplatzierungen | Höchstplatzierung | Wochen |
| ------------------------ | ----------------- | ------ |
| Deutschland (GfK)        | 9 (48 Wo.)        | 48     |
| Österreich (Ö3)          | 2 (32 Wo.)        | 32     |
| Schweiz (IFPI)           | 38 (12 Wo.)       | 12     |

| ChartsJahrescharts (2019) | Platzierung |
| ------------------------- | ----------- |
| Deutschland (GfK)         | 15          |

### Auszeichnungen für Musikverkäufe
Im September 2019 wurde Vincent in Österreich mit einer Platin-Schallplatte für über 30.000 verkaufte Einheiten ausgezeichnet. Nachdem bereits die Singles Let’s Get Back to Bed – Boy! und From Sarah with Love mit Gold ausgezeichnet wurden, erreichte hiermit erstmals eine Single Connors Platin-Status in Österreich. Im selben Monat wurde das Lied auch in der Schweiz mit Platin für über 20.000 verkaufte Einheiten ausgezeichnet. Im März 2020 folgte auch in Deutschland eine Platin-Schallplatte für über 400.000 verkaufte Einheiten. Sechs Jahre nach seiner Erstveröffentlichung bekam die Single in ÖSterreich eine drefache Platin-Schallplatte für über 90.000 verkaufte Einheiten verliehen.
| Land/Region        | Auszeichnungen für Musikverkäufe (Land/Region, Auszeichnung, Verkäufe) | Verkäufe |
| ------------------ | ---------------------------------------------------------------------- | -------- |
| Deutschland (BVMI) | Platin                                                                 | 400.000  |
| Österreich (IFPI)  | 3× Platin                                                              | 90.000   |
| Schweiz (IFPI)     | Platin                                                                 | 20.000   |
| Insgesamt          | 5× Platin ·                                                            | 510.000  |

Hauptartikel: Sarah Connor/Diskografie#Auszeichnungen für Musikverkäufe